# Krumhorn

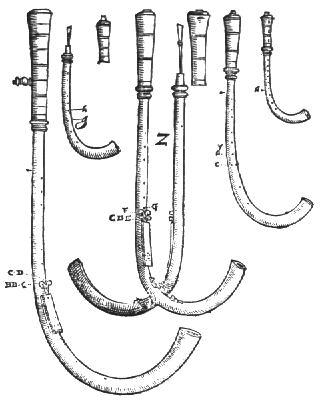
Olika sorters krumhorn från 1619

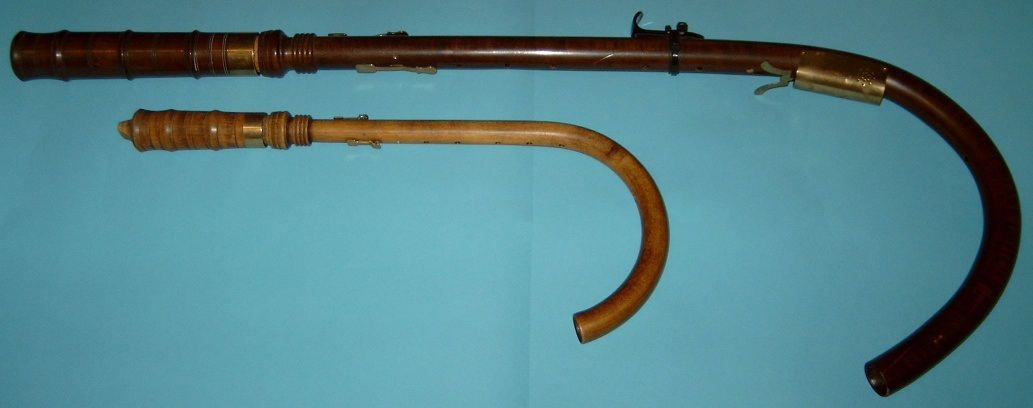
krumhorn (bas & alt)

Krumhorn är ett instrument som användes flitigt under renässansen. Det är släkt med skalmejan och har bland annat dubbelt rörblad, men är till skillnad från skalmejan böjt ('krumt') samt rörbladet skyddas av en kapsel, och det har ett surrande, behagligt läte.
Krumhorn är också en orgelstämma av typen tungstämma, även kallad lingual- eller rörstämma.